# Madeleine Davis
Madeleine Davis (* 20. Oktober 1952 in Columbus, Georgia) ist eine US-amerikanische Sängerin in der Stimmlage Alt. Sie begann ihre Darstellerkarriere im Theater und Filmschauspiel und ist heute Leadsängerin der deutschen Band Boney M.

## Werdegang
Madeleine Davis, die am 20. Oktober 1952 in Columbus, Georgia, als Tochter eines Apothekers und einer Gospelsängerin geboren wurde und aufgewachsen ist, begann ihre Karriere am Children’s Theatre des Springer Opera House mit Sophisticated Ladies und anderen Produktionen dieses Theaters. Sie wirkte in vielen Fernseh-, Film- und Theaterpräsentationen mit, darunter Gypsy, A Chainsaw Chorus Line Xmas Carol, Die Harvey Milk Show,Babes In Arms, The Sound Of Music, Die 1940er Radio Stunde und Armed Forces Professional Entertainment.
Davis besuchte das Morris Brown College in Atlanta. Im Alter von 17 Jahren wurde sie zur klassischen Sängerin ausgebildet und Mitglied des Atlanta Symphony Orchestra Chorus unter der Leitung von Robert Shaw (1916–1999). In ihrem Studium an der Bowling Green State University in Ohio bildete Stanley Cowell sie in Jazzgesang aus. Sie schloss aber das Studium nicht ab, sondern ging nach New York an das Musiktheater in Harlem. Im Jahr 1978 wurde ihr angeboten, nach München zu ziehen, um mit einer Bigband zu singen. Anders als sie dachte, war es aber keine Jazzformation. Von München aus entwickelte sie sich zu einer gefragten Background-Sängerin und Arrangeurin in Europa. So arbeitete sie für namhafte Musikproduzenten wie Ralph Siegel, Michael Kunze, Tony Monn, Giorgio Moroder, Sylvester Levay, Frank Farian und viele andere.
Als Backgroundsängerin war Davis mit Peggy March, Michael Schanze, Hoyt Axton, Penny McLean, Klaus Doldinger, La Bionda, Claudja Barry, Rick Astley, Duško Lokin, Amanda Lear, Barclay James Harvest, Precious Wilson, Terence Trent D’Arby, Roberta Kelly, Joan Orleans, Michael Holm und Heino auf Tourneen.
Zusammen mit Patricia Shockley, Kathy Bartney und Rhonda Heath gründete Davis 1981 die Gruppe La Mama, die vor allem durch ihre Singles Elephant Funk, In and Out, Chanson d’Amour, Voulez-vous coucher avec moi (Lady Marmelade) (gecovert vom gleichnamigen Song von Labelle) bekannt wurde. Während dieser Zeit bat Frank Farian La Mama, neue Songs für Boney M. auszuprobieren. Bei vielen Songs von Boney M. wirkte die Gruppe La Mama als Backgroundsängerinnen mit, darunter bei Going Back West, I Feel Good, Barbarella Fortuneteller, The Alibama, Happy Song, Todos Buenos und Give It Up.
Davis erhielt 1989 das Angebot, bei Boney M. die Stelle der Leadsängerin Liz Mitchell zu übernehmen. Viele Jahre tourte sie mit Boney M. durch die Welt. In Tourneepausen gab Davis auch Klavier- und Gesangsunterricht. Zudem ist sie Initiatorin des Ma Rainey International Blues Festival in ihrer Heimatstadt Columbus.